# Poço de potencial

Um poço de potencial genérico.

O poço de potencial representa a energia potencial em forma de poço envolvida num certo sistema e pode ser qualificado como finito ou infinito. Um poço de potencial é a região em torno de um mínimo local de energia potencial que, por sua vez, é a forma de energia que está associada a um certo sistema, no qual ocorre interações entre diferentes corpos, e está relacionada com a posição que determinado corpo ocupa. 
A energia potencial de um sistema pode ter quatro origens distintas que estão correlacionadas as quatro forças fundamentais da natureza: força eletromagnética, força gravitacional, força fraca e força forte.
Sob uma perspectiva quântica, o poço de potencial representa o confinamento quântico da partícula em questão e pode provocar a quantização da energia da mesma, o que, classicamente, não acontece.

## Visão geral
A energia pode ser liberada a partir de um poço de potencial, se energia suficiente for adicionada ao sistema de tal modo que o máximo local seja superado. Em física quântica, uma partícula pode ser capaz de superar uma barreira de potencial com energia superior à energia da partícula devido às características probabilísticas advindas da função de onda das partículas quânticas. Nestes casos, a partícula pode tunelar através das paredes de um poço de potencial.
A partir de uma analogia clássica, pode-se pensar no gráfico de uma função energia potencial bidimensional como sendo uma superfície de energia potencial, que pode ser imaginada de forma semelhante à superfície da Terra em uma paisagem de colinas e vales. Sendo assim, um poço de potencial seria análogo a um vale rodeado por todos os lados por terrenos mais altos e que, portanto, pode ser preenchido com água (por exemplo, ser um lago) sem qualquer água fluindo para um outro mínimo mais baixo (por exemplo, o nível do mar). No caso da gravidade, a região em torno de uma massa é um poço de potencial gravitacional, a menos que a densidade de massa seja tão pequena que as forças de maré de outras massas sejam maiores do que a gravidade do próprio corpo. Uma colina de potencial é o oposto de um poço de potencial, e é a região em torno de um máximo local.

## Confinamento quântico

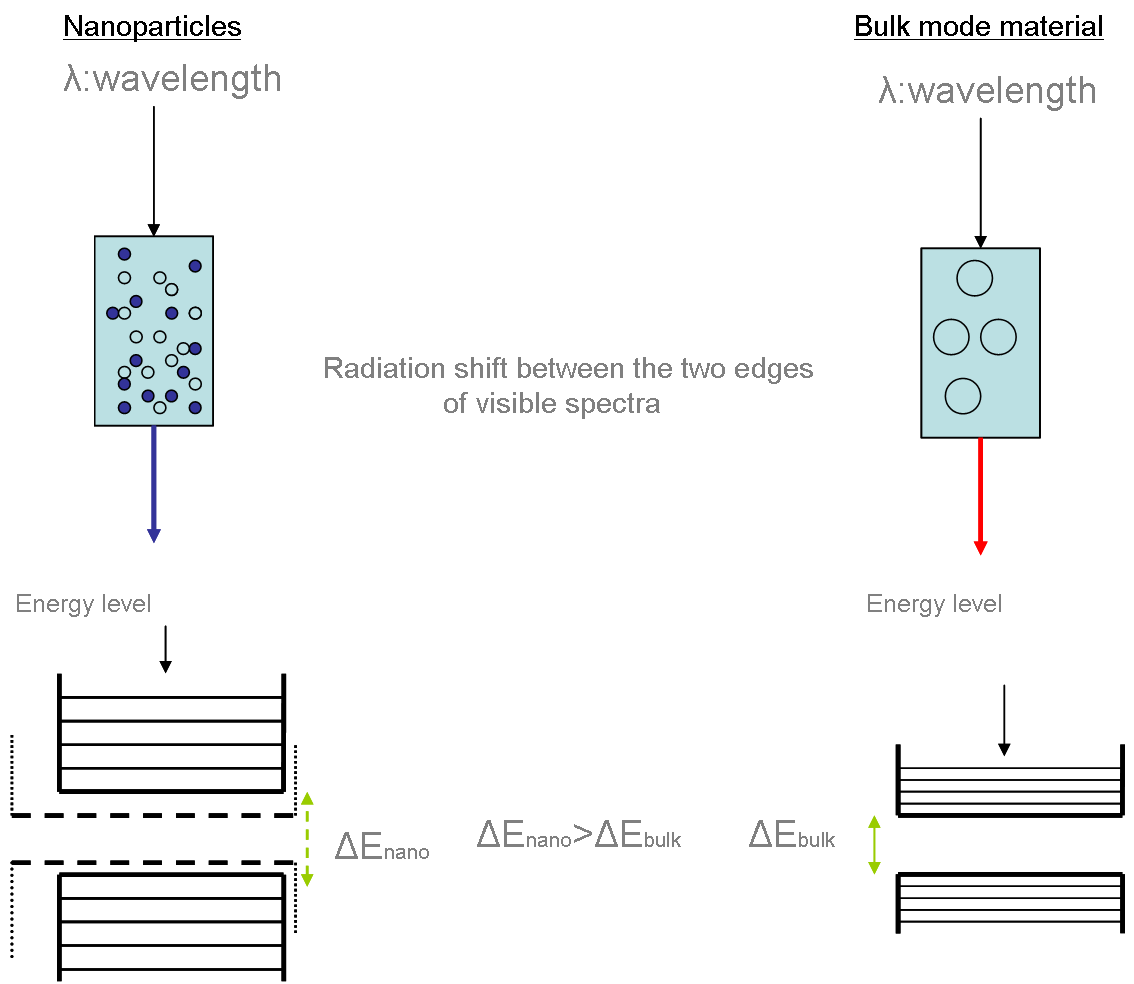
O confinamento quântico é responsável pelo aumento da diferença de energia entre estados de energia e o gap de energia, um fenômeno bem relacionado com as propriedades óticas e eletrônicas de materiais.

O confinamento quântico pode ser observado quando o diâmetro de confinamento do sistema for da mesma ordem de magnitude do comprimento de onda de de Broglie da partícula confinada. O potencial confinador pode ter origem em barreiras de potenciais devidos a interfaces entre estruturas ou em campos aplicados ao sistema. As propriedades eletrônicas e ópticas do material são significativamente afetadas quando suas dimensões são drasticamente alteradas. Isso se deve basicamente por serem mais pronunciados os efeitos causados pelo confinamento em certa direção do material, dentre eles pode-se perceber que existe uma quantização da energia que as partículas podem assumir.
É interessante notar que a solução formal da equação de Schrödinger para sistemas confinados dá ênfase à relação entre a energia e a evolução temporal da fase da função de onda da partícula. A função de onda da partícula é uma função de onda coerente, i.e. a fase da onda só pode mudar por efeito da evolução temporal e por ação determinística de forças. Os efeitos quânticos são preservados quando a função de onda se comporta de maneira coerente. Em sólidos reais, os elétrons geralmente experimentam espalhamentos aleatórios tanto de forma elástica quanto inelástica, a menos que se faça controle preciso das condições e mantenha-se a coerência da função de onda da partícula.

### Sistemas de baixa dimensionalidade
O confinamento quântico introduz o estudo de estruturas nas quais as dimensões da amostra e/ou a existência de interfaces entre materiais distintos afloram novas propriedades, inclusive alterações na dimensão espacial efetiva do sistema. Nesse aspecto, a física de sistemas de baixa dimensionalidade usa dos conceitos advindos da mecânica quântica para explorar as propriedades de sistemas confinados e suas possíveis aplicabilidades.

#### Poços quânticos
No contexto de sistemas nanoestruturados, são denominados genericamente poços quânticos os sistemas estruturados em camadas, que são homogêneos e macroscópicos em duas dimensões, mas apresentam interfaces entre as camadas ao longo da direção perpendicular, sendo essas camadas suficientes para causar confinamento quântico, definindo, assim, um poço nessa direção. 
De forma geral, tem-se um sistema tridimensional com um potencial que varia apenas ao longo de uma das direções. Através da solução da equação de Schrödinger percebe-se que as energias resultantes descrevem uma partícula livre em duas dimensões enquanto que confinada, e, portanto, com energias quantizadas, em uma direção. Isso configura um gás de elétrons bidimensional.

#### Fios quânticos
É possível construir heteroestruturas nas quais o confinamento quântico se dá em duas direções e mantendo uma das direções livre. Isto caracteriza um fio quântico. Nele, percebe-se, através da solução da equação de Schrödinger para o sistema, que em duas direções existirão energias quantizadas enquanto que na outra tem-se um gás de elétrons unidimensional. Através de uma análise menos superficial, nota-se que densidade de estados no nível de Fermi é importante na determinação das quantidades termodinâmicas e coeficientes de transporte do material e que o confinamento quântico tem efeito marcante sobre a forma relevante da densidade de estados. Considerando o exposto, podemos inferir mudanças nas propriedades de transporte eletrônico de sistemas confinados e pode-se perceber que as características de um fio quântico diferem substancialmente de fios metálicos macroscópicos. A condutância de um fio quântico depende apenas de constantes universais e não de características extensivas do sistema, tais como geometria e material.
{\displaystyle G=M2e^{2}/\hbar ^{2}}
Onde M é o número de canais definidos pelo par de números quânticos associados à quantização devida ao confinamento em direções transversais. A condutância quântica é completamente independente tanto da geometria quanto do material e é relacionado basicamente com constantes universais.

#### Pontos quânticos
O último passo na sequência é também confinar a terceira dimensão, o que caracteriza um ponto quântico. Neste caso, não resta nenhuma dimensão livre e configura uma nanopartícula.